# Tomobella
Tomobella is een geslacht van spinnen uit de familie springspinnen (Salticidae).

## Soorten
De volgende soorten zijn bij het geslacht ingedeeld:
- Tomobella andasibe (Maddison & Zhang, 2006)
- Tomobella fotsy Szüts & Scharff, 2009